# Esercito Nazionale Repubblicano
El Ejército Nacional Republicano (en italiano: Esercito Nazionale Repubblicano, ENR) fue el nombre que recibió el ejército de tierra de la República Social Italiana (RSI). Estuvo al mando de Rodolfo Graziani, quien fuera el ministro de defensa de la RSI. El ENR fue creado oficialmente el 28 de octubre de 1943 a partir de aquellas unidades del Regio Esercito que todavía eran leales al dictador fascista Benito Mussolini, además de unidades militares italianas pronazis que fueron creadas por los alemanes durante su ocupación del país.

## Historia
Como una consecuencia de la invasión aliada de Sicilia en julio de 1943, fuerzas políticas alineadas con el rey Víctor Manuel III tomaron el poder en el Reino de Italia, encarcelando al dictador Benito Mussolini y negociando un armisticio entre Italia y las fuerzas armadas aliadas que tuvo efecto el 8 de septiembre de 1943.
El 12 de septiembre de 1943, los alemanes efectuaron la "Operación Roble" (Unternehmen Eiche) y liberaron a Benito Mussolini. Se formó la República Social Italiana (Repubblica Sociale Italiana, RSI) de corte fascista y actuó como Estado títere en las partes ocupadas por el Eje en el norte de Italia con Mussolini como líder. El mariscal Rodolfo Graziani fue nombrado ministro de defensa de la República Social Italiana.
El 16 de octubre se firmó el protocolo de Rastenburgo con la Alemania nazi. De acuerdo con este protocolo, al RSI se le permitió formar formaciones militares del tamaño de una división. Esto permitió a Graziani formar cuatro divisiones RSI con un total de 52.000 hombres. En julio de 1944, la primera de estas divisiones completó su entrenamiento y fue enviada al frente.
Reclutar fuerzas militares fue difícil para el RSI, ya que la mayor parte del ejército italiano había sido internado por las fuerzas alemanas en 1943, muchos italianos habían sido reclutados para trabajos forzados en Alemania y pocos querían participar en la guerra.  El RSI estaba tan desesperado por conseguir soldados que concedió la libertad a los convictos si se unían al ejército y se impuso la pena de muerte a cualquiera que se opusiera a ser reclutado. Las fuerzas militares autónomas del RSI también lucharon contra los aliados, incluida la notoria Decima Flottiglia MAS bajo el mando del príncipe Junio Valerio Borghese.  Borghese no tenía ninguna lealtad hacia Mussolini e incluso sugirió que lo haría prisionero si pudiera.

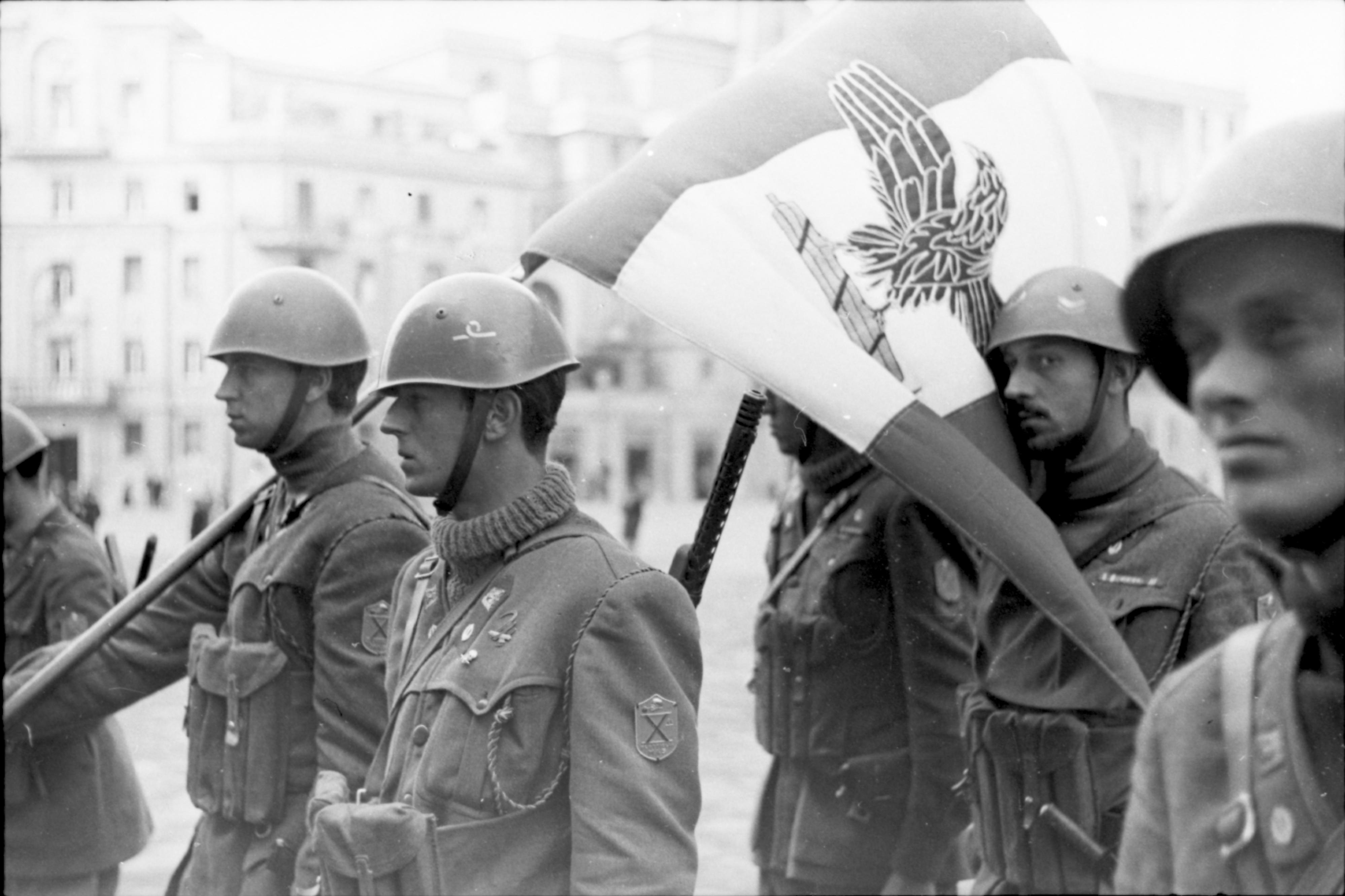
Soldados de la RSI desplegados durante la Batalla de Anzio.

Durante el invierno de 1944-1945 hubo unidades armadas italianas a ambos lados de la Línea Gótica. En el lado de los aliados había cuatro grupos de voluntarios italianos del antiguo Regio Esercito. Estos voluntarios italianos (del llamado Ejército Cobeligerante Italiano estaban equipados y entrenados por los británicos. En el lado del Eje había cuatro divisiones de la RSI. Tres estas divisiones, la 2.ª División de Infantería "Littorio", la 3.ª División de Marina "San Marco" y la 4.ª División Alpina "Monterosa", formaban parte del LXXXXVII Ejército "Liguria" bajo el mando de Graziani y estaban situadas para guarnecer el flanco occidental de la Línea Gótica. Otra de las divisiones de la RSI, la 1.ª División de Bersaglieri "Italia", estaba asignada al 14.ª Ejército alemán y situada en el sector de los montes apeninos, donde había menos probabilidades de que fuera atacada. El 26 de diciembre de 1944 numerosas unidades del ENR, incluyendo a elementos de la 4.ª División "Monterosa" y de la 3.ª División "San Marco", participaron Operación "Tormenta de Invierno". Se trataba de una ofensiva combinada germano-italiana contra las posiciones de la 92.ª División de infantería norteamericana. La batalla se desarrolló en el escenario de los Apeninos, y aunque limitada en escala, acabó convirtiéndose en una exitosa ofensiva en la cual unidades del RSI habían tomado parte.
En febrero de 1945, la 92.ª División de Infantería se enfrentó nuevamente a unidades del RSI.  Esta vez fue Bersaglieri de la 1.ª División de Infantería italiana "Italia".  Los italianos detuvieron con éxito el avance de la división estadounidense.  El ministro de Defensa del RSI, Rodolfo Graziani, llegó incluso a decir que comandaba todo un ejército.  Se trataba del Grupo de Ejércitos Italo-Alemán Liguria comandado por el general Alfredo Guzzoni.  Sin embargo, la situación se deterioró posteriormente para las fuerzas del Eje en la Línea Gótica. 
A finales de abril, en Collecchio, las últimas tropas restantes de las Divisiones RSI fueron reprimidas junto con dos Divisiones de la Wehrmacht por la 1.ª División brasileña, viéndose obligadas a rendirse después de algunos días de combates..
El 29 de abril, Graziani se rindió y estuvo presente en Caserta cuando un representante del general alemán Heinrich von Vietinghoff firmó el instrumento de rendición incondicional de todas las fuerzas del Eje en Italia.  Pero, posiblemente como señal de la baja estima que los aliados tenían al RSI, la firma de Graziani no fue requerida en Caserta.  La rendición debía entrar en vigor el 2 de mayo.  Graziani ordenó a las fuerzas del RSI bajo su mando que depusieran las armas el 1 de mayo.

## Estructura
El ENR estaba compuesto cuatro divisiones de infantería las cuales fueron entrenadas, equipadas y comandadas por tropas y mandos de Alemania. Eran estas:
- 1.ª División de Bersaglieri "Italia"
- 2.ª División de Infantería "Littorio"
- 3.ª División de Marina "San Marco"
- 4.ª División Alpina "Monterosa"

Así mismo existió un buen número de unidades autónomas más pequeñas.